# 103 هيرا
103 Hera هو كويكب، يقع ضمن حزام الكويكبات. اكتشف في 7 سبتمبر 1868. وقد اكتشفه جيمس كريغ واتسون.

## روابط خارجية
- 103 هيرا في قاعدة بيانات مختبر الدفع النفاث لأجرام النظام الشمسي الصغيرة

- الاكتشاف · مخطط المدار ·  العناصر المدارية · المعلمات المادية

- 103 هيرا على موقع ويكي سكاي: DSS2, SDSS, GALEX, IRAS, Hydrogen α, X-Ray, Astrophoto, Sky Map, Articles and images